# Pokolenie 27
Pokolenie 27. (hiszp. Generación del 27) – grupa poetycka powstała na hiszpańskiej scenie literackiej między rokiem 1923 a 1927.
Pierwsze spotkanie grupy miało miejsce w Sewilli dnia 24. maja 1927. Data ta została wybrana w hołdzie barokowemu poecie Luisowi de Góngorze, kiedy to przypadła trzysetna rocznica jego śmierci. Od momentu tego spotkania zaczęto określać tę grupę Pokoleniem Dwudziestym Siódmym. Jej pierwsze publiczne wystąpienie miało miejsce w Ateneum w Sewilli w 1927.
Kluczowi przedstawiciele Pokolenia 27:
- Pedro Salinas (1891–1951)
- Jorge Guillén (1893–1984)
- Gerardo Diego (1896–1987)
- Dámaso Alonso (1898–1990)
- Federico García Lorca (1898–1936)
- Vicente Aleixandre (1898–1984)
- Emilio Prados (1899–1962)
- Rafael Alberti (1902–1999)
- Luis Cernuda (1902–1963)
- Manuel Altolaguirre (1905–1959)